# Wikno (Tscherniwzi)
Wikno (ukrainisch Вікно; russisch Окно Okno, rumänisch Ocna, deutsch (bis 1918) Okna) ist ein Dorf im Norden der ukrainischen Oblast Tscherniwzi mit etwa 1500 Einwohnern.
Das in der Bukowina gelegene, 1652 erstmals schriftlich erwähnte Dorf liegt im Norden des Rajon Tscherniwzi 11 km nordöstlich vom ehemaligen Rajonzentrum Sastawna und etwa 31 km nördlich vom Oblastzentrum Czernowitz entfernt, das Südufer des Dnister verläuft 1 Kilometer nordwestlich des Ortskerns.
Anfang 1910 wurde südlich des Ortes ein Endpunkt der Lokalbahn Werenczanka–Okna der Neuen Bukowinaer Lokalbahn-Gesellschaft eröffnet.
Am 26. September 2017 wurde das Dorf zum Zentrum der neu gegründeten Landgemeinde Wikno (Вікнянська сільська громада/Wiknjanska silska hromada). Zu dieser zählten auch die Dörfer Bridok, Mytkiw, Mossoriwka, Onut und Samuschyn; bis dahin bildete es die Landratsgemeinde Wikno (Вікнянська сільська рада/Wiknjanska silska rada) im Rajon Sastawna.
Am 12. Juni 2020 kamen noch die Dörfer Doroschiwzi und Towtry zur Landgemeinde hinzu.
Seit dem 17. Juli 2020 ist der Ort ein Teil des Rajons Tscherniwzi.
Folgende Orte sind neben dem Hauptort Wikno Teil der Gemeinde:
| Name                     | Name       | Name                    | Name                    | Name        |
| ukrainisch transkribiert | ukrainisch | russisch                | rumänisch               | deutsch     |
| ------------------------ | ---------- | ----------------------- | ----------------------- | ----------- |
| Bridok                   | Брідок     | Бродок (Brodok)         | Vadul Nistrului, Brodoc | Brodok      |
| Doroschiwzi              | Дорошівці  | Дорошовцы (Doroschowzy) | Doroşăuţi               | Doroschoutz |
| Mytkiw                   | Митків     | Митков (Mitkow)         | Mitcău                  | Mitkeu      |
| Mossoriwka               | Мосорівка  | Мосоровка (Mossorowka)  | Mosoreni                | Mossorówka  |
| Onut                     | Онут       | Онут                    | Onut                    | Onuth       |
| Samuschyn                | Самушин    | Самушин (Samuschin)     | Samuşin                 | Samuszyn    |
| Towtry                   | Товтри     | Товтры                  | Tăuteni                 | Toutry      |